# Emilios Solomou
Emilios Solomou (ur. 1971 w Nikozji) – cypryjski pisarz, dziennikarz, nauczyciel.

## Życiorys
Wychował się na w małej miejscowości Potami. Studiował historię-archeologię na Uniwersytecie Ateńskim oraz dziennikarstwo na Cyprze. Legitymuje się stopniem zawodowym magistra filologii. Uzyskał doświadczenie jako dziennikarz, pracując w redakcji gazety codziennej. Związany był z periodykiem literackim "Anef". Współpracował ze Stowarzyszeniem Cypryjskich Pisarzy. W 2007 roku za powieść "An Axe in Your Hands" ("Siekiera w twoich rękach") otrzymał literacką nagrodę Cypru. Jego kolejna powieść, wydana w 2012 roku, pt. "Dziennik zdrady" uhonorowana została Europejską Nagrodą Literacką. W 2015 roku ukazał się utwór autorstwa Salomou zatytułowany "Nienawiść to połowa zemsty". Pisarz wydał także dwie powieści dla dzieci: "Strach na wróble" (2018) i "Rzeka" (2020). Jego opowiadania drukowano w czasopismach literackich i antologiach cypryjskich, greckich, zagranicznych. Dzieła Emiliosa Salomou przekładano między innymi na języki angielski i bułgarski. Poza działalnością dziennikarską i literacką cypryjski twórca uzyskał także doświadczenie jako nauczyciel greki i historii w szkole średniej.